# Igreja Matriz de Alegrete
A Igreja Matriz de Alegrete, Igreja Paroquial de Alegrete ou Igreja de São João Batista, localiza-se na freguesia de Alegrete, no Município de Portalegre, no Distrito de Portalegre, em Portugal.  Está situada no Largo da Igreja, na zona superior da vila e no interior das muralhas do antigo burgo medieval.

## História
Foi edificada no século XVII inserindo-se no estilo maneirista, tendo no entanto sofrido várias remodelações ao longo dos séculos.

## Características
O edifício apela à horizontalidade. A fachada está orientada para nascente e está dividida em três partes. A secção central termina em triângulo, sendo nesta que se encontra a porta principal e uma janela rectangular que ilumina o espaço interior da igreja.
No seu interior, a igreja inclui três  naves, as quais são divididas por três colunas cada. Quanto às colunas, estas são constituídas por uma base simples com lintel (elemento resistente de betão armado ou outro material) pouco saliente;  as colunas suportam arcos de volta perfeita que no seu total perfazem o número de cinco.
A nave lateral direita apresenta duas capelas laterais e um altar de culto a Nossa Senhora de Fátima. A capela mais próxima da capela-mor é de culto aos três santos populares: Santo António, São Pedro e São João.
 É de salientar que no tecto desta capela está pintado um brasão com as armas das famílias Mouros, Sás, Tavares e Melos. Para além do dito brasão, a referida capela possui ainda uma pintura baseada no tema do Juízo Final.
 Na cabeceira da igreja encontram-se a capela-mor e duas capelas colaterais. Estas últimas estão  no seguimento das  naves laterais  sendo  os dois  espaços unidos  por  um arco de volta abatida. As capelas colaterais oferecem culto à padroeira da vila – Nossa Senhora da Alegria (Capela direita) e ao Nosso Senhor dos Passos (Capela esquerda), comunicando ambas com a capela-mor através de arcos de volta perfeita.
 No que diz respeito aos altares, todos eles são de talha ou alvenaria pintada. De acordo com as igrejas paroquiais do Estilo Chão, todo o interior do edifício é despojado de decoração, apenas se realçando a capela-mor.
Será  ainda de realçar quanto à Igreja Matriz:
- o púlpito (tribuna, na igreja, de onde os sacerdotes pregam) de calcário lavrado encostado à primeira coluna esquerda junto à capela-mor;
- a porta da sacristia à esquerda;
- uma entrada lateral a meio da nave lateral esquerda;
- o confessionário situado também na nave lateral esquerda, junto à porta principal. Este último espaço possui no seu interior dois outros confessionários de madeira.
- nas paredes das naves laterais 14 molduras com cenas descritivas da vida de Jesus Cristo.

Relativamente ao seu espólio, é de destacar:
- um cálice de prata dourada e branca, de 22 cm de altura, datado da segunda metade do séc. XV;
- imagens de pedra de São Sebastião (séc. XV); Santo António (início do séc. XVI); São Pedro (datada de finais do séc. XV e pertencente à antiga Capela de S. Pedro) e Santana – originária da Capela dessa invocação e datada do séc. XV.

No que respeita à imagem de S. Pedro anteriormente referida, a sua transladação da Capela de S. Pedro para esta Igreja poderá estar relacionada com o facto desta última se encontrar fisicamente mais próxima dos habitantes e, consequentemente juntar, nos dias de missa mais fiéis no seu interior. Esta, poderá ser a explicação da degradação da Capela de S. Pedro que, devido a situar-se mais longe do centro da vila, foi aos poucos, perdendo a sua importância.